# Sericopelma angustum
Espèce
Synonymes
- Brachypelma angusta Valerio, 1980
- Brachypelma angustum Valerio, 1980

Statut CITES
Sericopelma angustum est une espèce d'araignées mygalomorphes de la famille des Theraphosidae.

## Distribution
Cette espèce est endémique de la province d'Alajuela au Costa Rica,. Elle se rencontre à San Pedro de Arenal dans le canton de San Carlos.

## Description
La femelle décrite par Gabriel et Longhorn en 2015 mesure 58,9 mm

## Publication originale
- Valerio, 1980 : Arañas terafosidas de Costa Rica (Araneae, Theraphosidae). I. Sericopelma y Brachypelma. Brenesia, vol. 18, p. 259-288.